# 弥生墳丘墓
弥生墳丘墓（やよいふんきゅうぼ）は、日本の弥生時代の墳丘墓（墳丘をもつ墓）を指す。弥生時代の墓制の一つ。
弥生墳丘墓がもつ諸要素の継承と飛躍をもって古墳時代の古墳が誕生したと考えられる。

## 概要
弥生時代前期に、墓室上に盛り土をした墳丘墓が築造されるようになり、円丘や方丘が作られた。
弥生時代後期に、墳丘（盛土）を形成した後、墓穴を掘削する形態が現れ、また墳丘の大型化と突出部の形成が現れた。これらは古墳時代の古墳へ引き継がれたと考えられている。

### 定義
弥生墳丘墓という概念は1977年に近藤義郎が提唱したことに始まる。近藤は「おもに溝によって」墓域を区画する周溝墓、「おもに周囲の削り出しによって」墓域を区画する台状墓に対し、「おもに盛土によって墓域を画し形成しようとしているらしい一群」を区別するため墳丘墓あるいは弥生墳丘墓と呼んだ。
この定義に対し、都出比呂志は大阪府瓜生堂遺跡などの例をもとに「盛土の程度という指標のみでは方形周溝墓、方形台状墓、墳丘墓の三者を質的には区別しがたい」とし、「古墳をも含めた、墳丘を有する墓」の総称として「墳丘墓」という用語を設け、これを細分する試みを提唱した。
都出の定義は2003年の時点で「学会でも一定の支持を得つつある」一方で、「個々の研究者が用いる用語の概念にはいまだ少なからず混乱が見られる」状況にあったため、和田晴吾が用語の再整理を試みている。そこでは「墳丘を持つ墓」を「墳丘墓」と総称した上で、弥生時代のものについて「弥生墳丘墓」と呼称するとしている。その上で、墳形、墳丘の築造法、立地、周溝墓と台状墓の複合・使い分け、墓坑の構築技法の観点から細分した。

### 墳形
基本型式として方形周溝墓、円形周溝墓、方形台状墓、円形台状墓が挙げられる。周溝墓と台状墓には使い分けが見られる例もある。それぞれの基本型式の地域的な変容として、方形貼石墓（方形貼石台状墓・方形貼石周溝墓）や四隅突出型墳丘墓（四隅突出型方形台状墓・四隅突出型方形周溝墓）などがある。
方形周溝墓は四周に溝を掘って盛土をする形態の墳墓で、弥生墳丘墓としてはもっとも多く発見されている。おもに集落近くの平地に築造される。弥生時代前期前葉には北部九州や近畿で出現しており、近畿を中心にして各地に拡散する。
円形周溝墓は墳丘の造り方や埋葬施設などは方形周溝墓に類似するが、円形プランの墳丘墓である。弥生時代前期中葉に瀬戸内に出現して以降、各地に広がっていく。
方形台状墓は地山を削り出して成形する形態の墳墓である。おもに丘陵上に築造される。弥生時代前期末から中期初頭ごろに現れ、中国地方や日本海沿岸に多く所在する。
円形台状墓は数が少なく、弥生時代後期後半の瀬戸内などに認められる。

### 特殊器台・特殊壺
弥生時代後期に吉備地域において、弥生墳丘墓での埋葬祭祀に特殊器台・特殊壺と呼ばれる土器が使用された。これらの土器は吉備地域を中心としながら、特定の時期の山陰地域西部や瀬戸内海沿岸東部地域、近畿中部にも分布している。

### 棺と槨
弥生墳丘墓の棺は短く、内法で約2メートルの組合せ箱形木棺が盛行する。北部九州などでは組合せ箱式石棺が使われる。棺を納める槨も棺に応じた長さで、木槨・石槨がある。最終的には石槨が使われ、前方後円墳の石槨に繋がる。楯築弥生墳丘墓の木槨は長さ約3.5メートル、木棺の長さ約2メートルで、木槨は二重底になっている。
最古式の前方後円墳（出現期古墳）が出現する頃には、槨が石槨になり、木蓋は石蓋に変わり、棺も割竹形・箱形と格差が現れる。

### 副葬品
種類が貧弱で、やりがんな1本、あるいはガラス小玉2、3個、鉄剣1本しか埋葬されていない場合もあり、何も副葬されない埋葬が多い。最大の楯築弥生墳丘墓でも、剣1本、首飾り2連、小玉小管玉群一括にすぎなかった。
ところで、北部九州の弥生時代前期末、中期の副葬品は多くの韓製銅剣、銅矛、銅戈などの青銅器、青銅器や璧（へき）、その他玉類などが豊かであった。しかし、後期後葉には、副葬の慣習が変化したのか副葬品が吉備や出雲と同じく貧弱になった。その理由について、今日よく分かっていない。
しかし、古墳時代に入ると、副葬品の量・質・ともに豊かになり、身分の差を表現するようになったと考えられている。

## 展開
方形・円形周溝墓は、墓の四周に溝を掘り主に平地に築かれ、墓の周囲の地山を削り出す台状墓は主に丘陵上に築かれた。その他の墳丘墓も三形式の変容型として地域型、階層型、複合型などに区分することができる。そして、特徴は、首長墓の出現と展開であり、地方色の顕著な現れである。それは、各地における首長層の成長と、地域的・地方的段階での政治的結びつき（首長連合）の形成過程であった。
弥生時代前期から中期においては、西日本の各地に各種の墳丘墓が拡がるが、墳丘規模に大きな格差のない段階である。方形周溝墓は畿内から近江、伊勢湾沿岸の東海西部に定着し、西は播磨から東は関東・北陸の西部まで拡散する。円形周溝墓は瀬戸内中部に出現し、播磨に拡がり、その後は徐々に東に拡がる。方形台状墓は近畿北部・北陸・東海の一部に出現する。
弥生時代中期後葉から後期前半にかけては、墳丘規模に格差が広がり、墳長20メートル以上の大型墓が出現する。それらは首長・地域有力者の墓と推定される。また、中国地方北部や山陰、近畿北部に地域的特色を有する墳丘墓が築造されだした。この時期から次の時期にかけて石器から鉄器使用が本格化し始める。朝鮮半島南部で産出する鉄素材の流通機構の移行・再編が地方レベルまでおよび、首長層の政治的連合や同盟が、これまで以上に推進したと考えられる。
弥生時代後期後半から終末期にかけては、一部の墳丘墓で突出部が発達し、首長墓専用の墳形が成立する。一方では他の墳丘墓が小型化し、さらに最下層墓が密集型土坑墓となっていく。共同体の階層分化が急速に進行し、共同体村落の環濠集落が解体の道をたどる。各地には核となる墳丘墓が現れて地域が連合し、さらに地方が連合し、それらの段階で共通の墳丘墓型式を採用することにより他地方との区別を明確にしていったと推定する。

### 弥生墳丘墓から前方後円墳へ
墳丘墓の突出部が一見前方部の原形のようになってくるのは、中国山地では弥生中期後葉から、山陰では後期後葉から、北陸では少し遅れ、吉備では後期後葉からである。
以上のように、弥生時代後期後葉には、弥生墳丘墓が地域ごとに独自な形式で成立するとともに、地域ごとの祭祀的世界や政治的勢力が形成されていたと考えられる。
古墳時代に入ると前方後円墳が巨大化し、突出部は、前方部に整えられていく。さらに、墳丘の形と規模において格差が明瞭に現れて、前方後円墳・前方後方墳・円形・方形といった前方後円墳体制を形成する。

## 各地の墳丘墓

### 北部九州
佐賀県吉野ヶ里遺跡の墳丘墓は、南北約46メートル、東西約27メートルで長方形に近く、高さ4.5メートル以上あったと推定されている。墓壙を頂上から掘って14基以上の甕棺を埋置している。甕棺は弥生時代中期のもので、この時期になぜ大型墳丘墓が出現したのかについてはまだ明確に分かっていない。
中期後半には、王墓とされる墳丘墓が出現する。福岡県糸島市三雲南小路遺跡は溝で囲まれた一辺30メートル以上の墳丘で王墓と推定され、2基の甕棺から57枚の以上の中国鏡が出土している。
後期には同じ糸島市の平原1号墓で大型内行花文鏡を含む40面の銅鏡が副葬された。

### 瀬戸内
兵庫県揖保川町養久山5号弥生墳丘墓は、墳長約20メートル、前後に突出部が造られており、高さ約1.5から2メートルと推測される。
岡山県倉敷市の楯築弥生墳丘墓は大型で、突出部を含めた墳丘の長さが80メートル、円丘の高さは約4.5メートルもある。突出部には列石が2列に巡らされていた。

### 山陰
広島県北部の中国山地から近畿地方北部にかけて、弥生時代中期から後期前半に方形貼石墓が造られるようになる。
弥生時代中期後葉には、中国山地と出雲平野に貼石方形墓の発展した四隅突出型弥生墳丘墓が生まれ、以後中国山地と鳥取平野から出雲平野および隠岐にわたる山陰地域で盛行する。島根県出雲市西谷墳墓群では6基の四隅突出型弥生墳丘墓が造られ、そのなかには東西の辺約40メートル、南北の辺約30メートル、高さ約4.5メートルという大きなもの（3号墓）もある。島根県安来市は日本最大の四隅突出墳丘墓の集中地帯（荒島墳墓群）であり、古墳時代までほぼ継続的に様々な形の首長墓が造られた。

### 近畿北部
近畿地方北部の丹後地域に、豪華な副葬品をもつ大形の墳丘墓が弥生時代終末期に出現している。それは京都府赤坂今井墳墓で、37×35メートル、高さ4.2メートルほどの方形墳丘墓である。墳頂中央には巨大な墓壙が発見されているが、棺などはまだである。出土土器から3世紀初めで、この地域の政治的集団の王の墓であろうと推定されている。丹後は日本海沿岸にありながら上述の山陰・北陸とは異なり、四隅突出型墳丘墓の分布がみられない地域である。

### 近畿中央部
奈良県のホケノ山古墳は前方後円形の墳丘で、弥生墳丘墓であるとする見方と古墳時代のものとする見方が出されている。

### 北陸
弥生時代後期に、北陸地方でも四隅突出型弥生墳丘墓が築造される。